# Richard Cooke
Richard Edward Cooke (Islington, 4 settembre 1965) è un ex calciatore inglese, di ruolo centrocampista.

## Caratteristiche tecniche
Era un'ala.

## Carriera

### Club
Ha giocato nella prima divisione inglese con il Tottenham (club con cui ha inoltre giocato in totale anche 3 partite in Coppa UEFA) ed il Luton Town e nella seconda divisione inglese con il Birmingham City ed il Bournemouth, ritirandosi poi nel 1993, dopo alcune stagioni trascorse giocando tra seconda e terza divisione con le Cherries, a causa di un infortunio.
In carriera ha totalizzato complessivamente 158 presenze e 20 reti nei campionati della Football League.

### Nazionale
Ha partecipato ai Mondiali Under-20 del 1985, nei quali ha giocato 3 partite. Nel 1986 ha giocato una partita con la nazionale inglese Under-21.

## Palmarès

### Club

#### Competizioni nazionali
- Third Division: 1

Bournemouth: 1986-1987

#### Competizioni internazionali
- Coppa UEFA: 1

Tottenham: 1983-1984